# Cantón de Outarville
El cantón de Outarville era una división administrativa francesa, que estaba situada en el departamento de Loiret y la región de Centro-Valle de Loira.

## Composición
El cantón estaba formado por dieciocho comunas:
- Andonville
- Aschères-le-Marché
- Attray
- Autruy-sur-Juine
- Bazoches-les-Gallerandes
- Boisseaux
- Charmont-en-Beauce
- Châtillon-le-Roi
- Chaussy
- Crottes-en-Pithiverais
- Erceville
- Greneville-en-Beauce
- Jouy-en-Pithiverais
- Léouville
- Montigny
- Oison
- Outarville
- Tivernon

## Supresión del cantón de Outarville
En aplicación del Decreto nº 2014-244 de 25 de febrero de 2014, el cantón de Outarville fue suprimido el 22 de marzo de 2015 y sus 18 comunas pasaron a formar parte del nuevo cantón de Pithiviers.